# Neacșu's brief

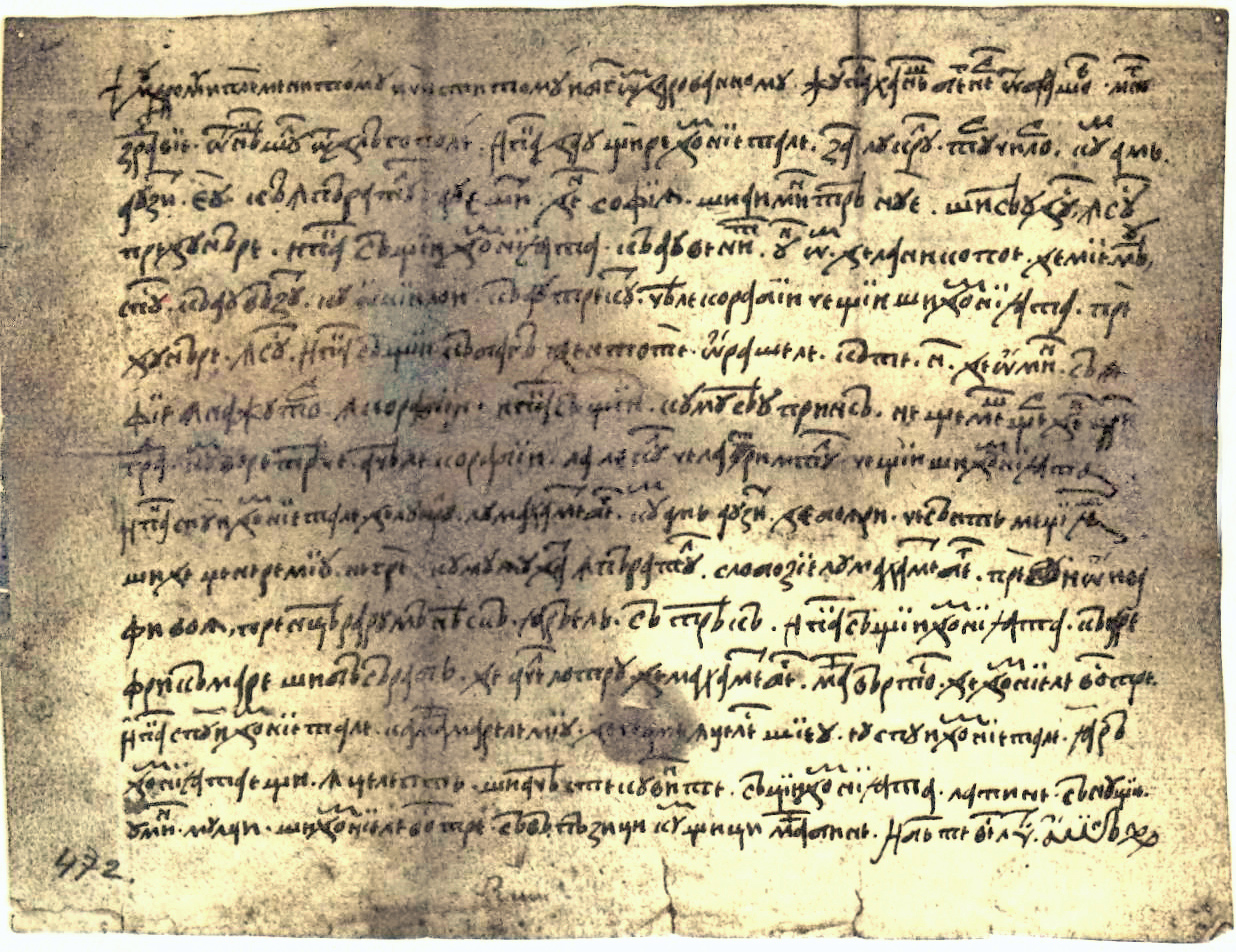
Neacșu's brief

Neacșu's brief (1521) is het oudst bewaard gebleven document in de Roemeense taal en bevat een waarschuwing voor een Turkse inval. De brief is niet exact gedateerd maar door de historische context is vast te stellen dat hij rond 29-30 juni 1521 werd opgesteld.

## Inhoud
De brief werd in 1894 ontdekt in de archieven van Brașov. In het document waarschuwt de Walachische bojaar Neacșu uit Câmpulung de burgemeester van Brasov Johannes Benkner voor een dreigende inval van de Osmaanse troepen in Transsylvanië. De Turkse sultan Süleyman de Grote zou de vertrouweling van de Sultan Mohammed-Beg hiervoor de vrije doorgang van de turken door Walachije hebben verleend.
De auteur Neacşu Lupu uit Câmpulung wordt al eerder genoemd in een proces betreffende enkele schulden met kooplieden uit Brasov ten tijde van de boyar Vlad de Jongere. Zijn mensen, waaronder zijn in de brief genoemde schoonzoon Negre, drijven handel met landen ten zuiden van de Donau waaronder met de Turken. De handelswaar wordt via Walachije naar Transsylvanië doorgevoerd. Dit verklaart zijn connectie met Brasov en zijn positie als informant.
De tekst is volledig in Cyrillisch schrift geschreven.
- De aanhef is in het Slavisch.
- De eigenlijke boodschap is in het Roemeens.
- De afsluiting weer in het Slavisch.

Opmerkelijk is dat de gebruikte Roemeense taal erg lijkt op het hedendaagse Roemeens. 175 van de 190 Roemeense woorden hebben een Latijnse achtergrond.

## Tekst

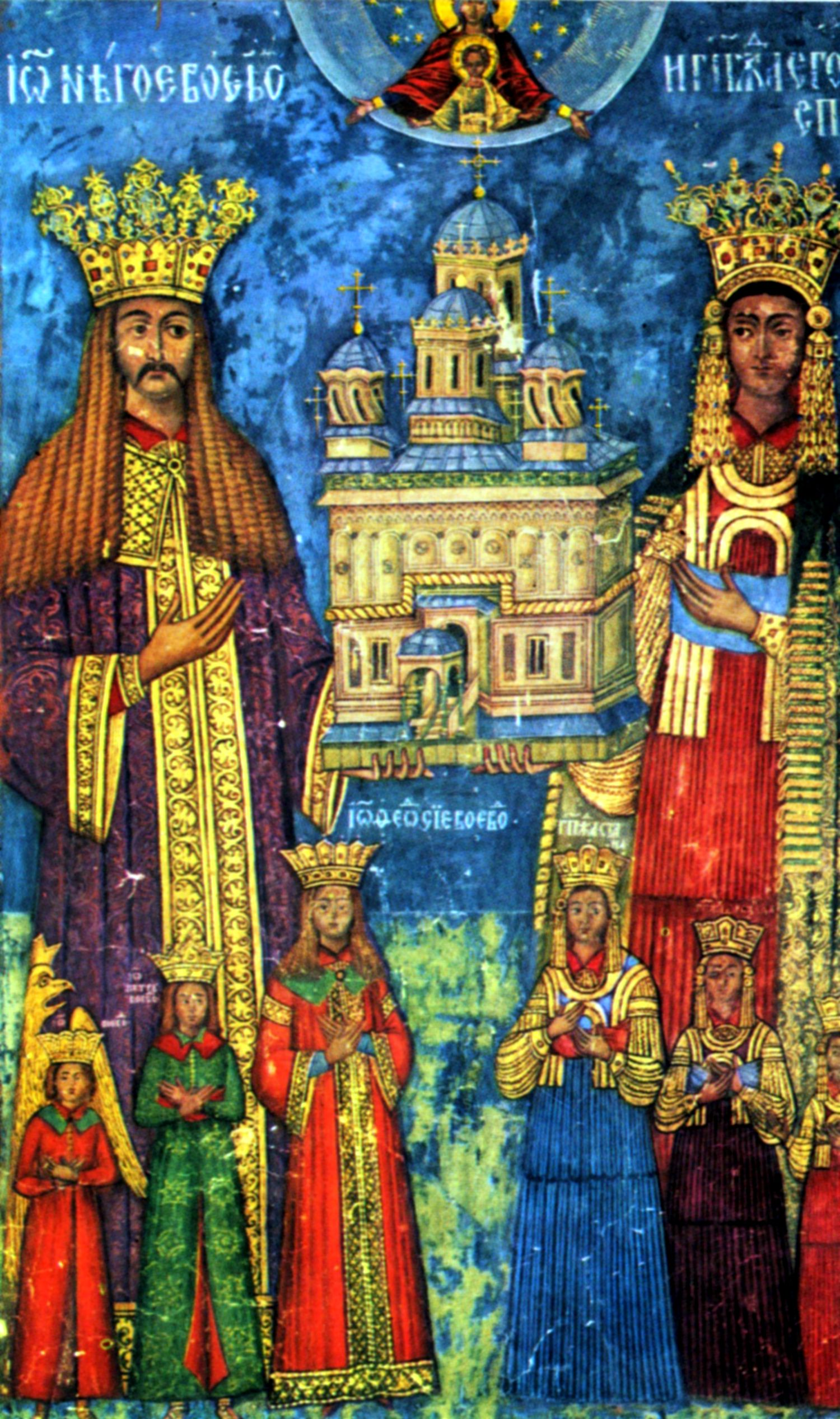
Neagoe Basarab, Prins van Wallachie, muurschildering in het klooster van Curtea de Argeș

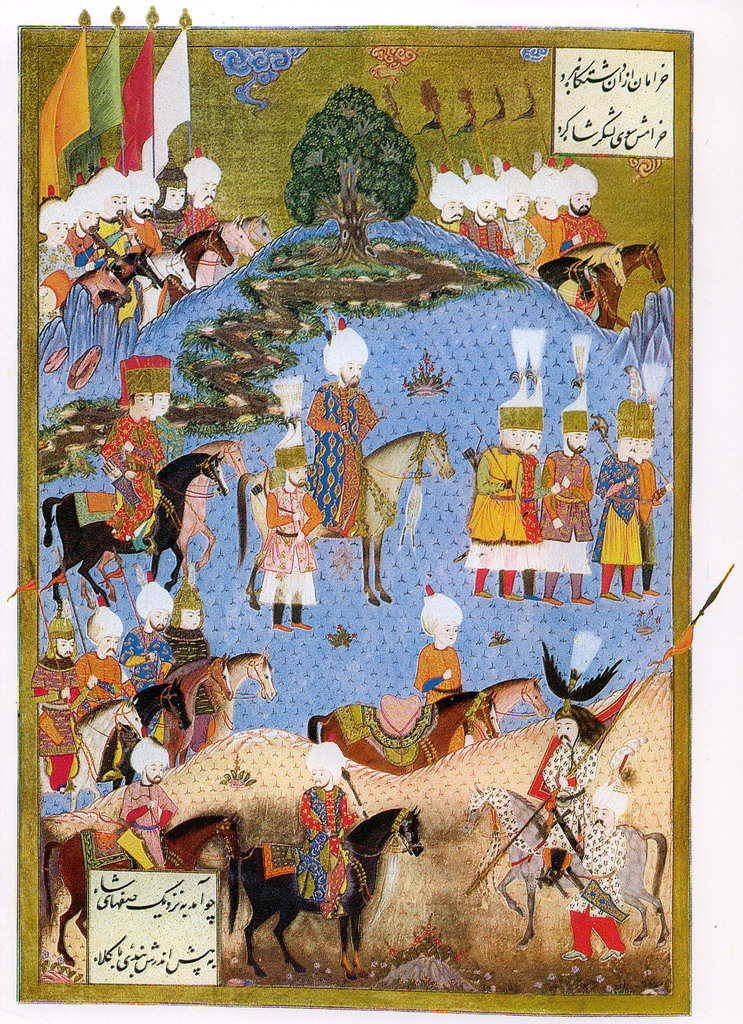
16e-eeuws miniatuur met Suleiman de Grote op veldtocht

Aan de meest wijze en nobele en eerbare en door God begiftigde meester Hanăș Bengner van Brasov, veel gezondheid toegewenst door Neacșu van Dlăgopole,
Ik laat U weten van de Turkse daden, omdat ik gehoord heb dat de Sultan Sofia verlaten heeft, en dat moet waar zijn, en naar de Donau is gegaan.

U moet weten dat een man van Nicopolis naar mij toe is gekomen en heeft verteld dat zij met hun eigen ogen hebben gezien dat die schepen waar U van weet de Donau zijn opgegaan.

En U moet weten dat zij uit iedere stad 50 mannen nemen als hulp op de schepen.

En U moet weten dat enkele experts uit Tsarigrad het voor elkaar kregen om de schepen door de nauwe passage die U ook kent te laten varen.

Dus vertel ik U van de daad van Mohamet-Beg zoals ik gehoord heb van naburige bojaren en van mijn schoonzoon Negre; dat de sultan aan Mohamet-Beg vrije doorgang heeft gegeven door het Walachije waar hij ook maar wil gaan.

En U moet weten dat onze Basarab (prins van Walachije) ook bang is voor deze dief Mohamed-Beg, zelfs meer dan U.

En dus vertel ik U als mijn meerdere wat ik heb ontdekt. Ik vertel U dit alleen, en U bent wijs en moet deze woorden voor uzelf houden, zodat niet te veel mensen dit weten, en U zult waakzaam moeten zijn.
Moge God U geluk brengen. Amen.